# Bodony
Bodony község Heves vármegye Pétervásárai járásában. A Mátra északi lábánál, dombok között, Parádtól 3 kilométer távolságra helyezkedik el.

## Földrajza
Az Északi-középhegységben, a Mátrában helyezkedik el. Zsáktelepülés, Paráddal és a 24-es főúttal a 24 118-as út köti össze.

## Története
Bodony Árpád-kori település, mely egykor az Aba nemzetség birtoka volt. Nevét először az egri káptalan 1275. évi határjáró levele említi meg.
Az 1332–1337. évi pápai tizedjegyzékben a patai esperesi kerület plébániái között szerepelt. Az 1549–1552. évi adóösszeírások alkalmával itt 10 jobbágytelket írtak össze, birtokosa ekkor a Perényi család és Perényi Gábor volt. Az 1564. évi adóösszeíráskor portáinak száma már 14-re emelkedett.
1589–1590-ben az egri várba szolgáltatta be a tizedet, az 1635. évi összeírás szerint 1 1/4, 1647-ben fél, 1675-ben fél, 1686-ban szintén fél portája volt.
1684-ben az Erdődy és a Rákóczi-családok birtoka volt, az 1693. évi összeírás szerint gróf Erdődy Györgynek 5 jobbágya volt itt, 1741-ben báró Grassalkovich személynök birtoka volt.
A 19. század elején, 1837-ben a debrői uradalom tartozéka, melyet Ulmann Móricz vett bérbe. Az itteni Grassalkovich-birtokot 1841-ben gróf Károlyi György vette bérbe, utóbb 1854-ben meg is vásárolta, majd 1876-ban hitbizománnyá alakította át, melynek gróf Károlyi Mihály lett a haszonélvezője.
1904. július 11-én egy nagy tűzvészben az egész község teljesen leégett.
1910-ben 1684 lakosából 1672 magyar volt. Ebből 1674 római katolikus volt. A 20. század elején Heves vármegye Pétervásárai járásához tartozott.

## Közélete

### Polgármesterei
- 1990–1994: Kovács G. Imre (független)[3]
- 1994–1998: Borsos László (független)[4]
- 1998–2002: Borsos László (független)[5]
- 2002–2006: Borsos László (független)[6]
- 2006–2010: Borsos László (független)[7]
- 2010–2014: Kovács István (független)[8]
- 2014–2019: Kovács István (Fidesz-KDNP)[9]
- 2019–2024: Vince János (független)[10]
- 2024– : Vince János (független)[1]

## Népesség
A település népességének változása:
| Lakosok száma | 793  | 765  | 745  | 746  | 673  | 680  | 683  |
|               | 2013 | 2014 | 2015 | 2021 | 2022 | 2023 | 2024 |

2001-ben a település lakosságának 96%-a magyar, 4%-a cigány nemzetiségűnek vallotta magát.
A 2011-es népszámlálás során a lakosok 78,1%-a magyarnak, 9,9% cigánynak, 0,4% németnek, 0,3% románnak, 0,3% szlováknak, 0,3% ukránnak mondta magát (21,3% nem nyilatkozott; a kettős identitások miatt a végösszeg nagyobb lehet 100%-nál). A vallási megoszlás a következő volt: római katolikus 58%, református 2,7%, görögkatolikus 0,4%, izraelita 0,3%, felekezeten kívüli 7,3% (30,1% nem nyilatkozott).
2022-ben a lakosság 93,3%-a vallotta magát magyarnak, 16,8% cigánynak, 0,7% szlováknak, 0,3-0,3% görögnek, románnak és németnek, 0,1% ukránnak, 1,9% egyéb, nem hazai nemzetiségűnek (6,2% nem nyilatkozott; a kettős identitások miatt a végösszeg nagyobb lehet 100%-nál). Vallásuk szerint 50,1% volt római katolikus, 2,4% református, 0,3% evangélikus, 0,1% görög katolikus, 0,1% ortodox, 2,1% egyéb keresztény, 0,9% egyéb katolikus, 10,3% felekezeten kívüli (33,1% nem válaszolt).

## Nevezetességei
- A római katolikus templom a 15. században épült, Szent Mihály tiszteletére szentelték fel.
- A plébániaház 1777-ben épült, klasszicista stílusú.
- A harangláb a 17. században készült.
- Első világháborús emlékmű